# Pan Huu
Pan Huu je československý kreslený seriál pro děti. Tento barevný večerníček vznikl v roce 1990. Má celkem 13 dílů. Prvních 7 dílů bylo odvysíláno na přelomu let 1991 a 1992. Dalších 6 dílů mělo premiéru v roce 1994. Poslední televizní repríza byla v roce 1997. Výtvarníkem byl Jaroslav Kerles.

## Seznam dílů
1. Pan Huu jde do práce
2. Pan Huu chce být velký
3. Pan Huu jde do školy
4. Pan Huu a neuvěřitelná kytka
5. Pan Huu brání svůj domov
6. Pan Huu ve městě
7. Pan Huu a superstrašidlo
8. Pan Huu a nový domov
9. Pan Huu v kuchyni
10. Pan Huu nakupuje
11. Pan Huu na procházce
12. Pan Huu a televize
13. Pan Huu se vrací